# РПЦЗ(В-В)
РПЦЗ(В-В) (то есть РПЦЗ Виталия (Устинова) и Владимира (Целищева); официальное название Русская православная церковь заграницей) — малочисленное православное объединение русской традиции, оформившееся в 2007—2008 годы в результате распада РПЦЗ(В), которая, в свою очередь, откололась в 2001 году от Русской православной церкви заграницей (РПЦЗ). Относится к истинно-православного юрисдикциям. Рассматривает себя как законную Церковь и как единственную преемницу дореволюционной Греко-Российской православной церкви, считая все прочие православные юрисдикции впавшими в раскол или ересь. Не признана в таковом качестве ни одной православной Церковью и ни с кем не состоит в евхаристическом общении.

## История

### Расколы в РПЦЗ(В) в 2006—2008 годы и формирование РПЦЗ(В-В)
РПЦЗ(В) с самого своего появления отличалась нестабильностью, конфликтами и внутренними противоречиями, часто приводившими к уходу из ней людей. Престарелый митрополит Виталий (Устинов), формально возглавлявший РПЦЗ(В), от имени которого распространялись различные указы и послания, но фактически из-за его старческой немощи данную юрисдикцию возглавляли клирики, входившие в состав Архиерейского синода РПЦЗ(В). Особую роль среди них играл Заместитель Председателя Архиерейского Синода, который в случае смерти или неспособности Первоиерарха исполнять свои обязанности, фактически становился местоблюстителем. Вместе с тем, в РПЦЗ(В), за исключением митрополита Виталия, не было достаточно авторитетной фигуры, которая бы объединила данную юрисдикцию. Это приводило конфликтам Заместителя Председателя Архиерейского Синода с другими активными деятелями РПЦЗ(В). При формировании РПЦЗ(В) заместителем председателя стал Варнава (Прокофьев), однако он утратил эту должность в конце 2003 года, в 2004 году был лишён сана, запрещён в служении и итоге покинул РПЦЗ(В).
23-25 ноября 2005 года Архиерейский собор РПЦЗ(В) избрал Заместителем Председателя Архиерейского Синода епископа Антония (Орлова), возведя его в сан архиепископа. Поскольку формальный предстоятель РПЦЗ(В) митрополит Виталий был по состоянию здоровья уже не способен чем либо управлять, Антоний (Орлов) решил, что теперь он является фактическим главой РПЦЗ(В) и начал издавать различные указы. В этом его поддержал епископ Виктор (Пивоваров), но значительная часть клира и мирян РПЦЗ(В) этому воспротивились. Оппозицию Антонию (Орлову) и Виктору (Пивоварову) возглавили секретарь Синода РПЦЗ(В) протоиерей Вениамин Жуков и епископ Владимир (Целищев). 3 июня 2006 года они написали письмо на имя митрополита Виталия: «Ваше имя бессовестно втягивают в неприличные действия те лица, которые пользуются Вашим добрым расположением и близостью проживания с Вами. По нашим наблюдениям, причиной всего является советская женщина, умело завоевавшая Ваше доверие, Ирина Митце, которой, по-видимому, ни в чем не может отказать Вл. Антоний (Орлов). Эта картина находит свое яркое подтверждение в пятичасовом собрании в субботу 14/27 мая в Монреале. Вл. Антоний огораживал г-жу Митце от жалобы священнослужителей и паствы в крайне мучительной для них атмосфере, напоминающей следствие советских времен. Когда ей задали вопрос: кто дал ей право заниматься канцелярскими делами Синода, она, как и во многих других случаях, заявила: я действовала с благословения Вл. Антония! Это заявление получило тут же подтверждение Вл. Антония. Так, превышением своих полномочий, Вл. Антоний (Орлов) самочинно и безоговорочно проводит ряд мер, присущих решению Синода, и, в частном случае, назначением им „секретарем“ по делам Синода Ирину Митце. В силу вышесказанного, заседание „Синода“ 15/28 мая с.г. не может быть признано состоявшимся, и его решения действительными. Епископ Варфоломей является законным членом Синода, а Епископ Виктор таковым не является. В дальнейшем, мероприятия, проведенные в таких же условиях, и вытекающие возможные из них прещения не будут нами признаны. Все последующие действия попытавшихся узурпировать власть заговорщиков, Вл. Антония (Орлова) и Вл. Виктора (Пивоварова), признаются нами незаконными по причине их неканоничности. Означенные лица должны немедленно принести покаяние в таком серьёзном церковном преступлении — иначе они добровольно поставляют себя в неканоническое положение. Их немирные и враждебные противоцерковные действия не могут быть одобрены православной совестью, сохраняющей верность Зарубежной Церкви под Вашим, Владыко, омофором».
15 июня 2006 года появилось «Обращение к Блаженнейшему Митрополиту Виталию» 33 клириков РПЦЗ(В), в котором говорилось: «из-за неканоничных действий навязываемых Вам архиепископом Антонием (Орловым) и епископом Виктором (Пивоваровым), пытающимися захватить власть в РПЦЗ(В), мы сим заявляем, что разделяем позицию членов Синода, Преосвященных Епископов Владимира и Варфоломея и Секретаря Синода, митрофорного протоиерея Вениамина Жукова, выраженную в письме к Вам от 21 мая/3 июня с.г.»
В июле 2006 года архиепископ Антоний (Орлов) и епископ Виктор (Пивоваров) провели свой собор в свечной мастерской Спасо-Преображенского скита в Мансонвилле, за что собор получил название «Свечного», избрав епископами Стефана (Бабаева) и Дамаскина (Балабанова). Архиепископ Антоний и епископ Виктор также объявили о «физической изоляции и недееспособности Митрополита», несмотря на то, что несколькими неделями ранее они признавали дееспособность митрополита Виталия и его полномочия.
Попутно участники «Свечного Собора» назвали свою группу «всей полнотой Русской Церкви», заявив, что «Русская православная церковь Заграницей является единственной, благодатной Поместной Российской Православной Церковью», объявив таинства Московской патриархии «безблагодатными», чего не делал ни один Архиерейский Собор РПЦЗ.
Остальные архиереи РПЦЗ(В) и митрополит Виталий упрекнули архиепископа Антония в том, что своим указом он «перешагнул» сразу через три церковные инстанции — через Первоиерарха, через Архиерейский Синод и через Архиерейский Собор. Ответом на эти действия стало «Обращение Первоиерарха ко всем верным Архипастырям, пастырям и чадам Русской православной церкви Заграницей». Сторонники архиепископа Антония и епископа Виктора заявили, что данное обращение не принадлежит Митрополиту, так как тот уже, по их мнению, был не в состоянии узнавать собственных архиереев и разбираться в происходящих событиях.
После этого действия архиепископа Антония и епископа Виктора были осуждены от имени Архиерейского Синода РПЦЗ(В). Двое «мятежных» епископов были запрещены в священнослужении за подписями Первоиерарха, епископа Варфоломея, епископа Владимира и протоиерея Вениамина Жукова, однако, как утверждают члены группы Орлова и Пивоварова, никакого Синода не созывалось и все подписавшиеся находились за тысячи километров друг от друга и не могли поставить над документом свои подписи. Поэтому противоположной стороной это решение было объявлено неканоничным. Епископ Варфоломей (Воробьёв) позже заявил, что такого решения он не подписывал.
Позднее три епископа — Антоний (Рудей), епископ Анастасий (Суржик), епископ Владимир (Целищев), а также секретарь Архиерейского Синода протоиерей Вениамин Жуков, имея на руках бумагу с подписью 96-летнего митрополита Виталия, подтвердили факт запрещения в священнослужении архиепископа Антония (Орлова) и епископа Виктора (Пивоварова) за «учинённый раскол» и попытку «отобрать власть у Первоиерарха».
Несогласные с проведением «Свечного Собора» архиереи во главе с признанным ими дееспособным митрополитом Виталием продолжили называть себя лишь частью Русской православной церкви, что отражено в Положении о РПЦЗ.
Участники «Свечного Собора» позже приняли решение о перенесении церковного управления в Россию с присвоением группе архиепископа Антония (Орлова) и епископа Виктора (Пивоварова) нового названия — «Российская Православная Церковь».
25 сентября 2006 года митрополит Виталий скончался. Епископы, объединённые в Архиерейский Синод РПЦЗ (В), вынесли решение о том, что вплоть до избрания нового Первоиерарха во всех церквах должно возноситься имя старшего по хиротонии архиерея — Владимира (Целищева), епископа Сан-Францисского и Западно-Американского (с осени 2009 — архиепископ).
21 ноября 2006 года сторонниками Секретаря Архиерейского Синода протоиерея Вениамина Жукова был опубликован указ от имени епископа Варфоломея (Воробьёва) и епископа Антония (Рудей) об отправке епископа Анастасия (Суржика) на покой. Епископ Анастасий (Суржик) указа не признал и его поддержал епископ Владимир (Целищев). После этого, в ноябре 2007 года епископ Антоний (Рудей) единолично, но как он утверждает, с согласия епископа Варфоломея (Воробьёва) совершил епископские хиротонии: архимандрита Серафима (Скуратова) во епископа Бирмингемского, а иеромонаха Романа (в миру — протоиерея Раду Апостолеску) во епископа Брюссельского, и прервал молитвенное общение с епископом Анастасием (Суржиком), создав свою юрисдикцию с центром в республике Молдова (условно РПЦЗ(М), также известна как «Истинно-Православная Церковь Молдовы»).
В декабре 2007 года в городе Алексине Тульской области состоялось собрание представителей российских приходов РПЦЗ(В), которое подвергло резкой критике «бездействие» епископа Антония (Рудей) в делах внутрицерковной жизни и его «разрушительную деятельность» на уровне Церкви, выраженную в нежелание участвовать в планируемом Архиерейском Соборе.
9 января 2008 года епископ Антоний (Рудей) объявил об отделении от двух других епископов РПЦЗ(В-В) и провозгласил независимость новообразованной Истинно-православной церкви Молдавии. Тогда же стало известно о совершённых им хиротониях. По мнению наблюдателей, за столь радикальными действиями и заявлениями Антония стоит секретарь Архиерейского Синода РПЦЗ(В) парижский протоиерей Вениамин Жуков.
Таким образом РПЦЗ(В) раскололась на три церковных организации, не признающих друг друга и считающих единственно себя продолжательницей и исторической наследницей РПЦЗ. Епископ Виктор (Парбус) отмечал в 2008 году: «…после стольких тяжёлых разделений необходимо приложить максимум усилий. Люди дезориентированы, приходы разобщены бесконечными распрями, спорами, судами. Расколы прошли даже через семьи, разделяя их на два лагеря».

### РПЦЗ(В-В) в 2008—2014 годы
В апреле 2008 года на Архиерейском Соборе РПЦЗ(В) была разделена на два церковных округа — Американский (под руководством епископа Владимира (Целищева)) и Евразийский (под руководством епископа Анастасия (Суржика)). В состав последнего включены Западно-Европейская и Молдавская, а также Южно-Российская, Сибирская и Дальневосточная епархии. В апреле 2008 года клир Евразийского церковного округа насчитывал семь протоиереев, девять иеромонахов, четырнадцать иереев и одного диакона. На этом же Соборе было решено совершить канонизацию Митрополита Филарета (Вознесенского), третьего первоиерарха РПЦЗ.
24-26 ноября 2008 года состоятся Архиерейский Собор РПЦЗ(В-В), на котором архиепископ Владимир (Целищев) и епископ Анастасий (Суржик) избрали и рукоположили двух епископов: иеромонаха Виктора (Парбуса) в епископа Парижского и Западно-Европейского, и иеромонаха Алексия (Пергаменцева) в епископа Салтановского, викария Молдовской епархии.
Решения этого собора вызвали неоднозначную реакцию в РПЦЗ(В-В). Сразу после собора от Владимира (Целищева) отделился публицист и общественный деятель Пётр Будзилович, таким образом РИЦЗ(В-В) лишилась прихода, расположенного в его доме. 29 ноября от РПЦЗ(В-В) отделился священник Николай Фуртатенко со своим приходом в Киеве. 6 декабря о своём отделении объявили протоиереи Алексий Легостаев и Сергий Жумабаев.
На Архиерейском Соборе 2009 года церковные округа были ликвидированы и церковное управление РПЦЗ(В) начал осуществлять Архиерейский Синод во главе с председателем архиепископом Владимиром (Целищевым).
На Архиерейском Соборе РПЦЗ (В-В) 2010 года Кассиан (Мухин) был поставлен во епископа Марсельского и Западно-Европейского, а Мартин (Лапковский) во епископа Алексинского и Южно-Русского.
8 октября 2011 года в Спасо-Преображенском скиту в Мансонвилле (Канада) во епископа Денверского был хиротонисан иеромонах Амвросий (Дворниченко).
4 октября 2013 года протоиерей Петр Семовских, постриженный в монашество с именем Филарет, был рукоположен во епископа «Сиднейского и Австралийско-Новозеландского».
В этот период РПЦЗ(В-В), возглавляемая Владимиром (Целищевым) насчитывала от 40 до 60 приходов в России, на Украине, в США, Канаде, Франции, странах Южной Америки. Вместе с тем, по оценке религиоведа Александра Слесарева, РПЦЗ(В-В) отличалась высоким градусом внутренней нестабильности, поддерживающим потенциальную угрозу её раскола.
В 2014 году епископом Мартин (Лапковский) сделал ряд заявленияй в поддержку «Новороссии», приведшими к обострению внутренних раздоров в этой юрисдикции. В марте 2014 года он провозгласил свою юрисдикцию над Крымом в связи с его переходом в состав России, чем была создана угроза нового раздела в РПЦЗ(В-В).

### Раскол в РПЦЗ(В-В) в 2014—2015 годы
21 июня епископ Истринский и Южно-Российский Мартин (Лапковский), епископ Марсельский и Западно-Европейский Кассиан (Мухин) и епископ Сиднейский и Австралийско-Новозеландский Филарет (Семовских) в распространенном ими обращении потребовали созыва Архиерейского Собора РПЦЗ(В-В) на территории России в период с 10 по 14 октября. В обращении говорилось, что «Собор будет проведён под председательством старейшего в этой группе архиерея, независимо от реакции на обращение остальных иерархов РПЦЗ(В-В)».
25 декабря 2014 года епископ Филарет (Семовских) объявил о своём категорическом протесте против решения Синода РПЦЗ(В-В) о запрещении в священнослужении епископа Мартина (Лапковского) и потребовал созыва внеочередного Собора Епископов «для законного решения назревших вопросов разрушающих Церковное спокойствие и провоцирующих раскол», а также написал, что прекращает поминовение главы РПЦЗ(В-В) Владимира (Целищева).
9 октября 2015 года архиепископ Анастасий (Суржик) вышел из состава РПЦЗ(В-В) и присоединился к неканонической РПЦЗ (Агафангела). По прибытии во Владивосток епископ Анастасий 16 октября принял участие в общем собрании Дальневосточной епархии РПЦЗ(В-В). Собрание не поддержало присоединения своего архиерея к РПЦЗ(А) и приняло решение перейти на самоуправление. Епископ Анастасий согласился с волей своей паствы.
10 октября 2015 года Альтернативный Архиерейский Собор в селе Амосовка Курской области, в котором приняли участие Филарет (Семовских), Мартин (Лапковский) и по телефону Кассиан (Мухин), «единодушно избрал Первоиерархом РПЦЗ с возведением в сан Митрополита Преосвященного Филарета (Семовских)». 11 октября там же иеромонах Николай (Борисенко) был рукоположен в сан епископа Брянского, викария архиепископа Мартина. Во время богослужения новоизбранный Митрополит Филарет провозгласил от имени Собора анафему «бандеровской власти на Украине и разбойничьему собранию (в Солтановке) архиереев, которые обслуживают эту власть». На архиерейском соборе 21 сентября 2016 года рукоположили иеромонаха Петра (Астахова) в архиерейский сан с титулом епископа Неманского и Европейского..
В результате нового разделения РПЦЗ(В-В) в юрисдикции архиепископа Владимира (Целищева) осталось 5 епископов и около 20 общин в Канаде, США, Франции, России и на Украине.

### РПЦЗ(В-В) после 2015 года
27 июня 2017 года клирик РПЦЗ(В-В) иеромонах Николай (Мамаев) был задержан в Калининграде и помещён на два месяца в СИЗО. Также были задержаны бывший глава «Балтийского авангарда русского сопротивления» Александр Оршулевич и нынешний руководитель БАРСа Игорь Иванов, чьи духовником был Николай (Мамаев). На них заведено уголовное дело по статье «организация экстремистского сообщества» (ст. 282.1 УК РФ).
Прошедший с 16 по 20 сентября 2019 года Архиерейский собор РПЦЗ избрал и хиротонисиал во епископа иеромонаха Германа (Почупайло), запретил в священнослужении епископ Амвросий (Дворниченко), благословил иерею Евгению Леонову открытие богословских курсов, «которые возможно проводить с помощью средств современной связи», постановил открыть Свято-Захарие-Елизаветинский скит и Свято-Иоанновского женского монастыря села Малая Солтановка Васильковского района Киевской области. 28 июня 2020 года епископ Амвросий (Дворниченко) был лишён сана.
13 сентября 2021 года Архиерейский собор РПЦЗ(В-В) объединил Восточно-Канадскую и Западно-Канадскую епархии в одну Канадскую епархию с изменением титула архиепископа Владимира (Целищева) на «Монреальский и Канадский» с оставлением за ним управления Западно-Американской епархии РПЦЗ(В-В). Данный собор предал анафеме епископов Лавра (Шкурла), Марка (Арндта), Илариона (Капрала), Кирилла (Дмитриева) и Евтихия (Курочкина), «а также всех имеющих с ними молитвенное и литургическое общение».
28 апреля 2025 года Малороссийской епархия РПЦЗ(В-В) была переименована в Молдавскую, а её правящим архиереем стал епископ Герман (Почупайло).

## Современное состояние и отношения с другими юрисдикциями
РПЦЗ (В-В) заявляет о себе как о прямой правопреемнице юрисдикции, организованной Митрополитом Виталием (Устиновым, + 2006) после Архиерейского Собора РПЦЗ 2001 года, уволившего его с поста первоиерарха.
РПЦЗ с центром в Мансонвилле не добивается признания своего канонического статуса со стороны других поместных православных церквей, считая их отступническими или, корректнее, «отступающими от чистоты Православия» в связи с участием в межрелигиозном экуменическом движении и членстве во Всемирном Совете Церквей, а также по причине признания ими законности Московской Патриархии и перехода некоторых церквей на новый календарный стиль. Некоторые представители ИПЦ Греции выступают за диалог и восстановление евхаристического общения с этой частью РПЦЗ.
Разговоры об «объединении осколков» РПЦЗ (то есть неканонических юрисдикций, возводящих своё преемство к РПЦЗ не получили поддержки у лидеров РПЦЗ(В-В). Сама «Теория осколков» в данной юрисдикции была осуждена, так как РПЦЗ(В-В) рассматривает себя единственной прямой правопреемницей РПЦЗ; воссоединение «осколков» допускает только посредством их покаянного возвращения в РПЦЗ(В-В).

## Епископат
наличный епископат
- Владимир (Целищев), архиепископ (до октября 2009 — епископ) Сан-Францисский и Западно-Американский (7 апреля 2008 — 13 сентября 2021), архиепископ Монреальский и Канадский (с 13 сентября 2021)
- Виктор (Парбус), епископ Парижский и Западно-Европейский (23 ноября 2008 — 5 октября 2010), епископ Санкт-Петербургский и Северо-Русский (с 5 октября 2010)
- Алексий (Пергаменцев), епископ Солтановский, викарий Молдовский (26 ноября 2008 — 11 октября 2009), епископ Солтановский и Молдовский (11 октября 2009 — 6 октября 2011), епископ Солтановский и Малороссийский (6 октября 2011 — 28 апреля 2025), епископ Солтановский, викарий Молдовский (с 28 апреля 2025[39])
- Тихон (Антонов), епископ Васильковский, викарий Молдовской епархии (с 3 октября 2010)
- Герман (Почупайло), епископ Харьковский, викарий Малороссийской епархии (21 сентября 2019[43] — 28 апреля 2025), епископ Харьковский и Молдовский (с 28 апреля 2025)[39]

бывшие епископы
- Варфоломей (Воробьёв), бывший епископ Эдмонтонский и Западно-Канадский на покое (7 апреля 2008 — 6 августа 2009) умер
- Анастасий (Суржик), епископ Владивостокский и Дальневосточный (7 апреля 2008 — 9 октября 2015) присоединился к РПЦЗ(А))
- Мартин (Лапковский), епископ Алексинский и Южно-Русский (8 октября 2010 — 3 октября 2011), епископ Истринский и Южно-Русский (3 октября 2011 — 12 марта 2014) запрещён в служении. 10 октября 2015 года ушёл в ПРЦ/РПЦЗ
- Филарет (Семовских), епископ Сиднейский и Австралийско-Новозеландский (4 октября 2013 — 10 октября 2015) ушёл в ПРЦ/РПЦЗ
- Кассиан (Мухин), епископ Марсельский и Западно-Европейский (10 октября 2010 — 10 октября 2015) ушёл в ПРЦ/РПЦЗ
- Амвросий (Дворниченко), епископ Денверский, викарий Западно-Американской Епархии (8 октября 2011 — 18 сентября 2019). Лишён сана 28 июня 2020 года